# L'Entrée du port de Trouville à marée haute
L'Entrée du port de Trouville à marée haute est un tableau réalisé par le peintre français Eugène Boudin vers 1896.

## Description
Cette peinture à l'huile sur bois représente  l'entrée du port de Trouville-sur-Mer avec sa digue et des voiliers et barques de pêcheurs dans l'avant-port. 
La signature E. Boudin est placée en bas à droite.

## Histoire
La toile a été léguée par Charles-Auguste Marande en 1936 à la ville du Havre (Seine-Maritime), où il est conservé au musée d'Art moderne André-Malraux.

## Inventaires
L'œuvre est inventoriée dans la base Joconde sous le numéro 07200001838.